# George Earle Chamberlain

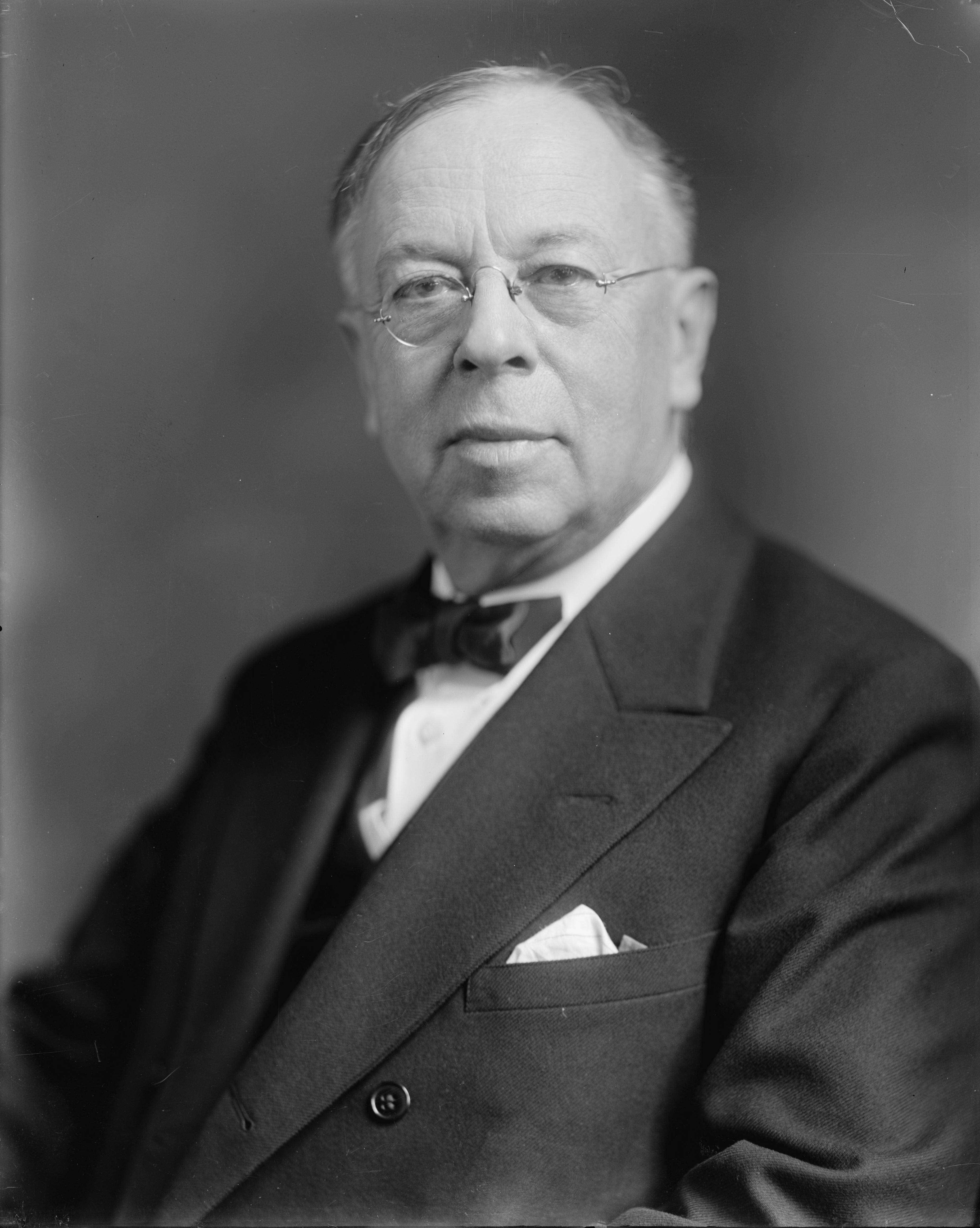
George Earle Chamberlain

George Earle Chamberlain (* 1. Januar 1854 bei Natchez, Mississippi; † 9. Juli 1928 in Washington, D.C.) war ein US-amerikanischer Politiker und von 1903 bis 1909 der elfte Gouverneur des Bundesstaates Oregon.

## Frühe Jahre und politischer Aufstieg
George Chamberlain wurde auf einer Plantage in der Nähe von Natchez geboren. Er besuchte die örtlichen Schulen und arbeitete dann von 1870 bis 1872 in einem Ladengeschäft in Natchez. Anschließend studierte er bis 1876 Jura an der Washington and Lee University in Lexington im Bundesstaat Virginia. Im selben Jahr zog er nach Oregon, wo er im Linn County eine Anstellung als Lehrer fand. Zwischen 1877 und 1879 war er bei der Kreisverwaltung angestellt. Ab 1879 war er in Albany als Rechtsanwalt tätig. In dieser Zeit nahm er kurz an einem Indianerkrieg teil und war Mitbegründer einer Abstinenzlerbewegung. Außerdem gab er die Zeitung „States Rights Democrat“ heraus.
Zwischen 1880 und 1884 saß er als Abgeordneter im Repräsentantenhaus von Oregon. Danach wurde er zwischen 1884 und 1886 Bezirksstaatsanwalt im dritten juristischen Bezirk seines Staates. Zwischen 1891 und 1894 war Chamberlain Justizminister (Attorney General) von Oregon. Zwischenzeitlich war er als Anwalt tätig, ehe er zwischen 1900 und 1902 Bezirksstaatsanwalt im vierten juristischen Bezirk wurde. Im Jahr 1902 wurde er als Kandidat der Demokratischen Partei zum Gouverneur von Oregon gewählt.

## Gouverneur und Senator
George Chamberlain trat sein Amt am 15. Januar 1903 an. In seiner Amtszeit schützte er die Fischerei seines Staates, indem er bestimmte Fangzeiten festlegte, und sorgte für eine Verbesserung der Infrastruktur, vor allem auf dem Gebiet des Transportwesens. Er baute die Wasserwege aus, um eine Konkurrenz zur Eisenbahn zu schaffen, was zu einer Senkung der Frachtraten führen sollte. Chamberlain ging auch gegen korrupte Landspekulanten vor. Im Jahr 1904 wurde er von den Wählern in seinem Amt bestätigt. Er trat aber noch vor Ablauf seiner zweiten Amtszeit am 28. Februar 1909 von seinem Amt zurück, weil er in den US-Senat gewählt worden war.
Zwischen dem 4. März 1909 und dem 3. März 1921 vertrat Chamberlain seinen Staat im Kongress. Dort war er, wie alle Senatoren, Mitglied verschiedener ständiger Ausschüsse. Er war unter anderem an der Ausarbeitung des Einberufungsgesetzes zum Ersten Weltkrieg beteiligt.
Nach dem Ende seiner Zeit im Kongress blieb Chamberlain in Washington, wo er als Anwalt tätig war. Zwischen 1921 und 1923 war er Mitglied des US-Shipping Board, einer Behörde der Bundesregierung. George Chamberlain starb im Jahr 1928 und wurde auf dem Nationalfriedhof Arlington beigesetzt. Er war mit Sallie Newman Welch verheiratet, mit der er sechs Kinder hatte.